# بخش جکسون (شهرستان اوگلایز، اوهایو)
بخش جکسون (به انگلیسی: Jackson Township) یک منطقهٔ مسکونی در ایالات متحده آمریکا است که در شهرستان اوگلایز واقع شده‌است.
 بخش جکسون ۵۲٫۶ کیلومتر مربع مساحت و ۳٬۶۴۹ نفر جمعیت دارد و ۲۹۳ متر بالاتر از سطح دریا واقع شده‌است.